# Plenasium
Plenasium, monotipski rod pravih paprati iz porodice Osmundaceae. 
Postoje četiri priznate vrste iz umjerene i tropske  Azije..

## Vrste
1. Plenasium angustifolium (Ching) A.E.Bobrov
2. Plenasium banksiifolium (C.Presl) C.Presl
3. Plenasium javanicum (Blume) C.Presl
4. Plenasium vachellii (Hook.) C.Presl